# A Cañiza
A Cañiza település Spanyolországban, Pontevedra tartományban. A Cañiza Mondariz, Covelo, Melón, Crecente, Arbo, As Neves és Salvaterra de Miño községekkel határos. Lakosainak száma 5046 fő (2024).

## Népesség
A település népességének változása:
| Lakosok száma | 7022 | 6782 | 6696 | 6583 | 5511 | 5342 | 5233 | 5180 | 5115 | 5046 |
|               | 2001 | 2004 | 2007 | 2009 | 2012 | 2014 | 2017 | 2019 | 2022 | 2024 |